# جبل لبنان (محافظة)
محافظة جبل لبنان هي إحدى محافظات لبنان وعاصمتها بعبدا والأغلبية من سكانها هم مسيحيون من الموارنة والروم الأرثوذكس والروم الملكيين الكاثوليك ويوجد بها مسلمون أيضاً وأقلية بارزة من الموحّدين الدروز. تبلغ مساحتها 1,939 كم2، وعدد سكانها 448,376 نسمة (بحسب إحصاء العام 2016).
شكّل جبل لبنان قلب إمارة جبل لبنان قبل الاستقلال وأحد أهم مراكزه الاقتصادية في وقتنا الحاضر. وتستقر مدن وبلدات محافظة جبل لبنان على المنحدرات الغربية لسلسلة جبال لبنان الغربية وتحيط بالعاصمة بيروت من الجهات الثلاث الجنوب والشرق والشمال. وتلامس حدها الغربي شواطئ البحر المتوسط. وتنتشر في ربوعها أهم بلدات الاصطياف اللبنانية.

## الموقع والجغرافيا
تمتد محافظة جبل لبنان (عدا المنطقة المحيطة ببيروت)، على طول ساحل البحر الأبيض المتوسط. وتحدّها محافظة الشمال من الشمال ومحافظة الجنوب من جهة الجنوب. أما من جهة الشرق، فتحدّها محافظتا البقاع وبعلبك-الهرمل.
يتراوح ارتفاع المحافظة بين صفر و 3,000 متر فوق سطح البحر. وتتميز بخصائص جغرافية متنوعة، بما في ذلك المناطق الحضرية والمناطق الريفية المختلطة والمناطق الطبيعية. وتمر عبرها 5 أنهار (نهر الكلب ونهر بيروت ونهر الدامور ونهر الأولي ونهر ابراهيم) وتضم سد شبروح بسعة 8 ملايين متر مكعب من المياه.

## النشاط الاقتصادي والسياحي
يعتمد اقتصاد محافظة جبل لبنان، بشكل رئيسي، على النشاطات الصناعية. وتضم المحافظة أعلى نسبة من المؤسسات الصناعية في لبنان (حوالي 58% من إجمالي المؤسسات الصناعية اللبنانية). تعمل معظم هذه المؤسسات في قطاع الصناعات الغذائية (بنسبة 17,93%)، وتمثل بالتالي نسبة 34% من إجمالي الشركات المعنية بالصناعات الغذائية. ويلي هذا القطاع شركات الورق والطباعة التي تشكل نسبة 13.15% من المؤسسات الصناعية في جبل لبنان. يوجد أكثر من 12 منطقة صناعية في جبل لبنان قريبة من مرفأ بيروت.
تضم محافظة جبل لبنان 5 مواقع سياحية من بين المواقع التسعة الأكثر استقطابًا للسياح. كما تضم 260 فندقًا، وهي النسبة الأعلى بين المحافظات، باستثناء بيروت.

## الدين
لا توجد إحصائيات دقيقة، ولكن حسب أعداد الناخبين المسجلين لعام 2005 فإن نسبة المسيحيين هي 65.8%، ويأتي بعد ذلك الدروز بنسبة 15.43% ثم السنة بنسبة 8.23% ويليها الشيعة بنسبة 7.76%.

## الأقضية
تضم المحافظة 6 أقضية تحوي 478 مدينة وقرية منها 303 فيها مجالس بلدية، وتتوزع حسب الأقضية على الشكل التالي:
| اسم القضاء  | العاصمة   | عدد البلديات |
| ----------- | --------- | ------------ |
| قضاء عاليه  | عاليه     | 55           |
| قضاء بعبدا  | بعبدا     | 45           |
| قضاء الشوف  | بيت الدين | 72           |
| قضاء جبيل   | جبيل      | 35           |
| قضاء كسروان | جونيه     | 48           |
| قضاء المتن  | جديدة     | 48           |